# Groton
Groton város az USA Connecticut államában, New London megyében. Lakosainak száma 38 411 fő (2020. április 1.).

## Népesség
A település népességének változása:
| Lakosok száma | 40 115 | 38 411 | 38 456 |
|               | 2010   | 2020   | 2021   |